# نيجيانج
نيجيانج (بالصينية: 内江市 )‏ هي مدينة على مستوى محافظة، في جمهورية الصين الشعبية، تتبع سيتشوان، تبلغ مساحتها 5,386 كيلومتر مربع، رمزها البريدي هو 641000.

## المناخ
يظهر الجدول التالي التغييرات المناخية على مدار السنة لنيجيانج:
| البيانات المناخية لـنيجيانج                      | البيانات المناخية لـنيجيانج | البيانات المناخية لـنيجيانج | البيانات المناخية لـنيجيانج | البيانات المناخية لـنيجيانج | البيانات المناخية لـنيجيانج | البيانات المناخية لـنيجيانج | البيانات المناخية لـنيجيانج | البيانات المناخية لـنيجيانج | البيانات المناخية لـنيجيانج | البيانات المناخية لـنيجيانج | البيانات المناخية لـنيجيانج | البيانات المناخية لـنيجيانج | البيانات المناخية لـنيجيانج |
| الشهر                                            | يناير                       | فبراير                      | مارس                        | أبريل                       | مايو                        | يونيو                       | يوليو                       | أغسطس                       | سبتمبر                      | أكتوبر                      | نوفمبر                      | ديسمبر                      | المعدل السنوي               |
| ------------------------------------------------ | --------------------------- | --------------------------- | --------------------------- | --------------------------- | --------------------------- | --------------------------- | --------------------------- | --------------------------- | --------------------------- | --------------------------- | --------------------------- | --------------------------- | --------------------------- |
| الدرجة القصوى °م (°ف)                            | 17.6 (63.7)                 | 23.9 (75.0)                 | 31.9 (89.4)                 | 34.6 (94.3)                 | 36.6 (97.9)                 | 38.0 (100.4)                | 38.8 (101.8)                | 40.4 (104.7)                | 39.1 (102.4)                | 32.4 (90.3)                 | 25.0 (77.0)                 | 17.8 (64.0)                 | 40.4 (104.7)                |
| متوسط درجة الحرارة الكبرى °م (°ف)                | 9.9 (49.8)                  | 13.6 (56.5)                 | 18.6 (65.5)                 | 23.3 (73.9)                 | 27.3 (81.1)                 | 28.5 (83.3)                 | 32.0 (89.6)                 | 31.1 (88.0)                 | 27.6 (81.7)                 | 21.4 (70.5)                 | 16.7 (62.1)                 | 11.2 (52.2)                 | 21.8 (71.2)                 |
| المتوسط اليومي °م (°ف)                           | 6.9 (44.4)                  | 9.8 (49.6)                  | 13.8 (56.8)                 | 18.2 (64.8)                 | 22.1 (71.8)                 | 24.1 (75.4)                 | 27.0 (80.6)                 | 26.2 (79.2)                 | 23.2 (73.8)                 | 18.0 (64.4)                 | 13.2 (55.8)                 | 8.3 (46.9)                  | 17.6 (63.6)                 |
| متوسط درجة الحرارة الصغرى °م (°ف)                | 4.7 (40.5)                  | 7.2 (45.0)                  | 10.4 (50.7)                 | 14.6 (58.3)                 | 18.3 (64.9)                 | 21.0 (69.8)                 | 23.5 (74.3)                 | 22.9 (73.2)                 | 20.2 (68.4)                 | 15.8 (60.4)                 | 11.0 (51.8)                 | 6.3 (43.3)                  | 14.7 (58.4)                 |
| أدنى درجة حرارة °م (°ف)                          | −1.7 (28.9)                 | −0.8 (30.6)                 | 1.4 (34.5)                  | 5.9 (42.6)                  | 11.1 (52.0)                 | 15.6 (60.1)                 | 17.4 (63.3)                 | 16.8 (62.2)                 | 14.6 (58.3)                 | 8.5 (47.3)                  | 0.8 (33.4)                  | −2.4 (27.7)                 | −2.4 (27.7)                 |
| متوسط الرطوبة النسبية (%)                        | 86                          | 80                          | 76                          | 77                          | 76                          | 84                          | 83                          | 83                          | 85                          | 89                          | 87                          | 86                          | 83                          |
| المصدر: China Meteorological Data Service Center |                             |                             |                             |                             |                             |                             |                             |                             |                             |                             |                             |                             |                             |

## التقسيمات الإدارية
- Shizhong, Neijiang [الإنجليزية]‏
- Dongxing, Neijiang [الإنجليزية]‏
- Weiyuan County, Sichuan [الإنجليزية]‏
- Zizhong County [الإنجليزية]‏
- Longchang [الإنجليزية]‏.

## أعلام
- يو دان
- تشيو بو